# Lu Ying
Lu Ying (em chinês:  陆滢, Lù Yíng; Xangai, 22 de janeiro de 1989) é uma nadadora chinesa que conquistou uma medalha de prata nos Jogos Olímpicos de Londres de 2012, na prova dos 100 metros borboleta.